# Tetrastigma sulcatum
Tetrastigma sulcatum är en vinväxtart som först beskrevs av Laws., och fick sitt nu gällande namn av James Sykes Gamble. Tetrastigma sulcatum ingår i släktet Tetrastigma och familjen vinväxter. Inga underarter finns listade i Catalogue of Life.